# Agarahara, Tiptur
Agarahara là một làng thuộc tehsil Tiptur, huyện Tumkur, bang Karnataka, Ấn Độ.